# 30
سنة 30 م (بالأرقام الرومانية: XXX) كانت سنة بسيطة تبدأ يوم الأحد (الرابط يظهر نموذج الجدول الزمني الكامل للسنة) من التقويم اليولياني. بدأت تسمية السنة ب30 منذ العصور الوسطى المبكرة، عندما أصبح تقويم أنو دوميني هو الأسلوب السائد في أوروبا لتسمية السنوات.

## أحداث
- حادثة صلب المسيح في الديانة المسيحية أو رفع المسيح عيسى إلى السماء حسب الدين الإسلامي.

## مواليد
- نيرفا

## وفيات
- يوحنا المعمدان